# Robert Schuman

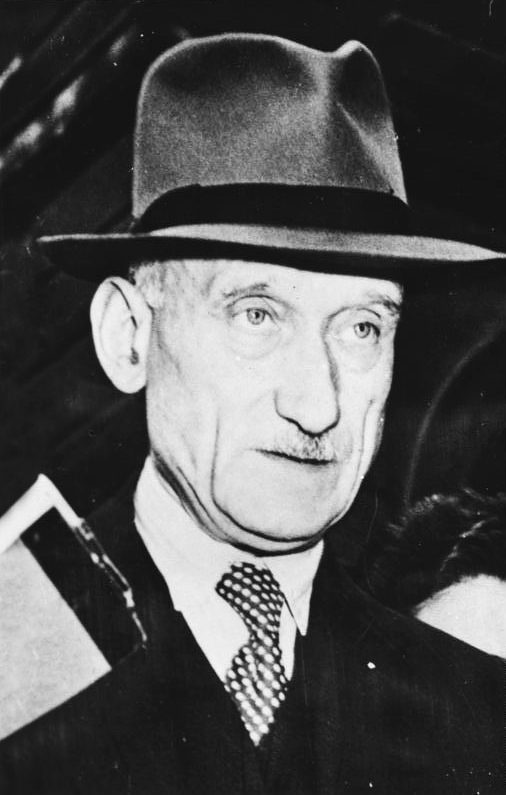
Robert Schuman (1949)

Jean-Baptiste Nicolas Robert Schuman [ʀɔˈbɛ:ʀ ʃuˈman] (* 29. Juni 1886 in Clausen, heute Stadtteil von Luxemburg; † 4. September 1963 in Scy-Chazelles, Frankreich) war ein französischer Staatsmann mit ursprünglich deutscher Staatsbürgerschaft.
Geboren wurde er als Reichsdeutscher in Luxemburg. Seine Muttersprache war Luxemburgisch. Im Ersten Weltkrieg war er in der deutschen Verwaltung tätig, nach der Rückkehr Lothringens nach Frankreich wurde er französischer Staatsbürger. Im Zweiten Weltkrieg schloss er sich der französischen Résistance an. Als französischer Außenminister setzte er sich für die Aussöhnung mit Deutschland und die deutsch-französische Freundschaft ein.
Schuman war französischer Ministerpräsident und bereitete als Außenminister des Landes den Weg zur Schaffung der Montanunion vor („Schuman-Plan“). Später war er Präsident des Europäischen Parlaments. Zusammen mit Jean Monnet gilt er als Gründervater der Europäischen Union.

## Leben

### Jugendjahre

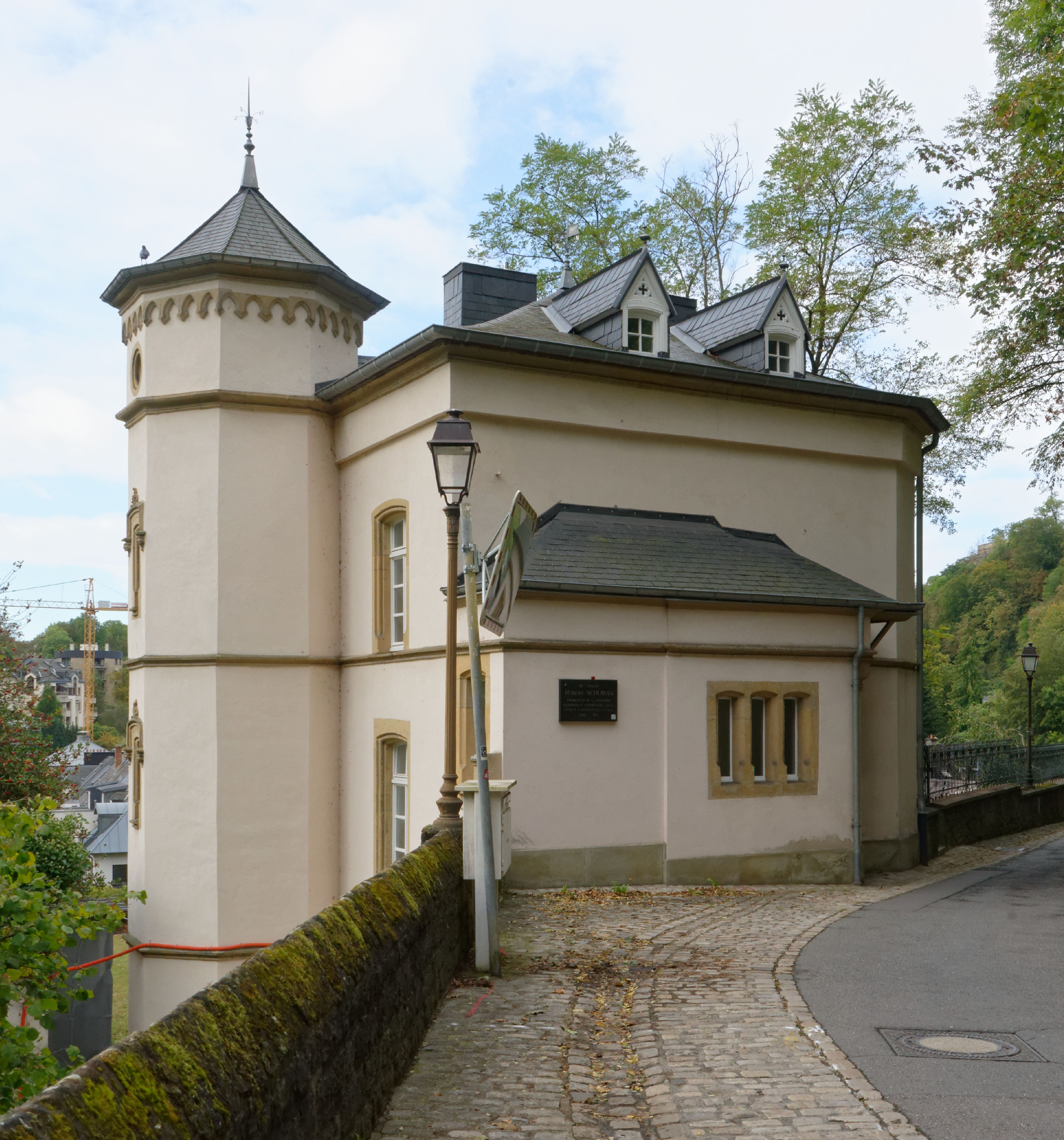
Geburtshaus Robert Schumans in Luxemburg-Clausen

Robert Schumans Vater, Jean-Pierre Schuman (1837–1900), wurde im deutschlothringischen Ewringen (Évrange) geboren, unmittelbar an der luxemburgischen Grenze gelegen. Mit der Annexion dieses Teils von Lothringen durch das Deutsche Reich 1871 wurde er zum Reichsdeutschen. Roberts Mutter, Eugénie Duren (1864–1911), eine in Bettemburg geborene Luxemburgerin, erwarb 1884 durch Eheschließung die deutsche Reichsangehörigkeit. Robert Schuman, der im Luxemburger Stadtteil (Faubourg) Clausen zur Welt kam, war daher Reichsdeutscher. Französisch, das er erst in der Schule lernte, sprach Schuman zeitlebens mit einem moselfränkischen Akzent.
Sein Onkel, Fernand Schuman, war Abgeordneter im Landtag des Reichslandes Elsaß-Lothringen.

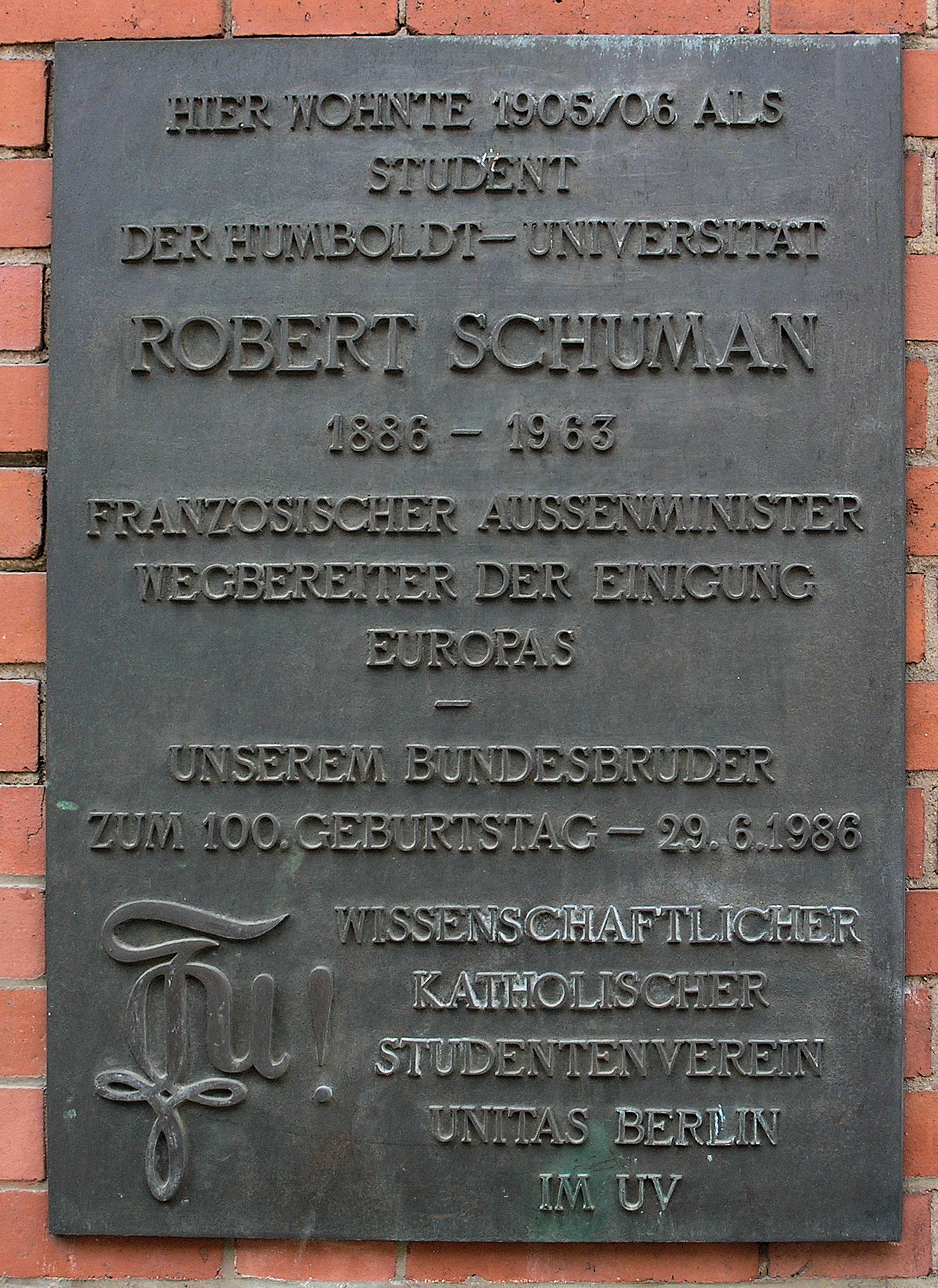
Gedenktafel am Haus Graunstraße 31 in Berlin-Gesundbrunnen

Von 1896 bis 1903 besuchte Robert Schuman das großherzogliche Atheneum und legte dort das Abitur ab. In dieser Zeit wurde er aktives Mitglied in der pennalen Landsmannschaft Amicitia Luxemburgensis. Ein Jahr später bestand er in Metz am kaiserlichen Gymnasium das deutsche Abitur und begann an der Universität Bonn ein Studium der Rechtswissenschaften, wo er Mitglied der Unitas-Salia Bonn im Verband der Wissenschaftlichen Katholischen Studentenvereine Unitas wurde. Später setzte er in München, Berlin und Straßburg sein Studium fort und wurde auch in den dortigen Unitas-Vereinen aktiv.
Das erste Staatsexamen legte er 1908 in Metz ab, wo er auch seine Referendarzeit verbrachte. 1910 promovierte er in Straßburg summa cum laude zum Doktor jur. Nach dem Unfalltod seiner Mutter im Jahr 1911 trug Schuman sich mit dem Gedanken, Priester zu werden. Letztlich entschied er sich für ein Leben als Laie; er heiratete aber nie und lebte sein ganzes Leben lang zölibatär.
1912 legte Schuman das zweite Staatsexamen ab und eröffnete im Juni 1912 eine Rechtsanwaltskanzlei in Metz. 1913 war er Vorsitzender der Organisation des Deutschen Katholikentages in Metz, in enger Zusammenarbeit mit Bischof Willibrord Benzler.
Zu Beginn des Ersten Weltkrieges wurde Schuman als Reservist im Schreibdienst der Festung Metz eingezogen. Ab 1915 wurde er als „Hilfsarbeiter“ bei der Kreisverwaltung von Bolchen eingesetzt. Seine politischen Widersacher hielten ihm in den Wahlkämpfen der 1920er und 1930er Jahre seinen Einsatz in der deutschen Armee vor und beschimpften ihn als „Boche“. 1918 wurde er Mitglied des Stadtrates von Metz.

### Der Einstieg in die Politik
Nach der Annexion von Elsass-Lothringen durch Frankreich 1919 bekam Schuman die französische Staatsangehörigkeit und wurde für die Republikanische Union Lothringen (Union Républicaine Lorraine) Abgeordneter in der französischen Abgeordnetenkammer. Von 1928 bis 1936 war Schuman Vorsitzender des Ausschusses für Elsass-Lothringen und zeitweilig Vizepräsident des Abgeordnetenhauses. Das Abgeordnetenmandat behielt er auch während der Anfangszeit des Zweiten Weltkriegs bis zu seiner Verhaftung durch die Gestapo 1941 bei. Am 10. Juli 1940 stimmte er in der Nationalversammlung für die erweiterten Vollmachten für Marschall Pétain und damit für das Ende der Dritten Republik.
Nach seiner Verhaftung wurde Schuman in Metz und in Neustadt an der Weinstraße festgehalten, bis ihm schließlich 1942 die Flucht gelang.
Bis zur Befreiung Frankreichs fand er Unterschlupf im Kloster Notre-Dame-des-Neiges in Saint-Laurent-les-Bains im Département Ardèche. Er ließ sich in Lyon nieder, wo viele der vertriebenen Mosellaner lebten. Über seinen Freund, den Polizeikommissar Charles-Albert Watiez, stand er in engem Kontakt mit zahlreichen Flüchtlingen und nahm am Lothringer Komitee teil, das in Lyon mit Robert Sérot, Gabriel Hocquard, Ségolène de Wendel, Paul Durand, Doktor Melchior und René Jager gegründet wurde.

### Nachkriegszeit

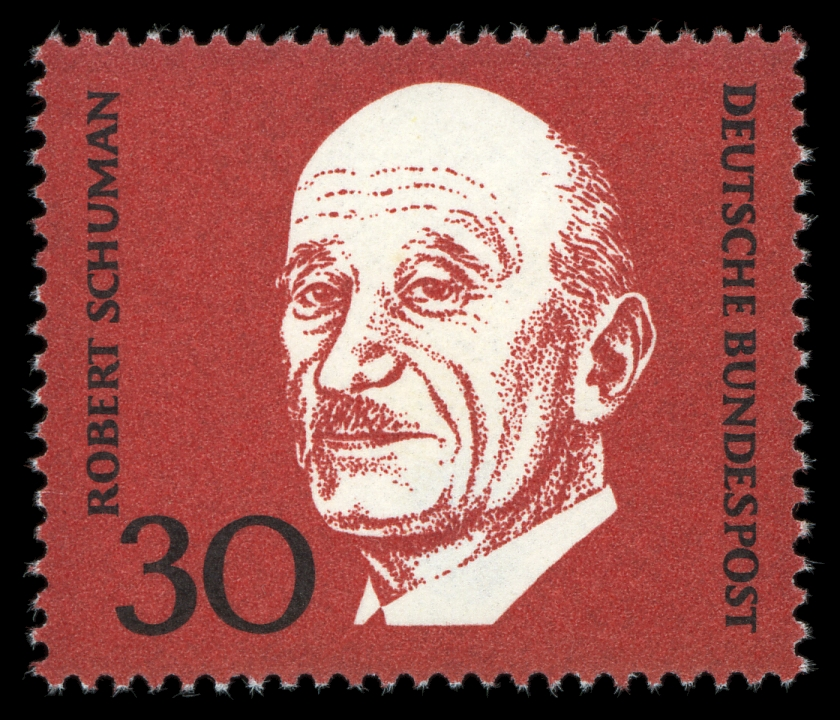
Robert Schuman (westdeutsche Briefmarke, 1968)

Nach dem Krieg war Robert Schuman erneut Abgeordneter der französischen Nationalversammlung und amtierte als Präsident des Finanzausschusses. 1946 wurde Schuman Finanzminister und 1947 Ministerpräsident von Frankreich. Zwischen 1948 und 1952 war er Außenminister in acht kurzlebigen Kabinetten der politischen Mitte. Bekannt wurde er als Politiker unter anderem durch die Schaffung des nach ihm benannten Schuman-Plans.
Am 9. Mai 1950 veröffentlichte Schuman die historische Erklärung für die Neukonstruktion Europas, beginnend mit der Montanunion, die politisch zur Föderation Europas führen sollte. Am 18. April 1951 wurde der Montanvertrag in Paris unterzeichnet. Robert Schumans Idee einer Europäischen Gemeinschaft fand in Frankreich zum damaligen Zeitpunkt keine Resonanz, sodass er 1952 sein Amt niederlegen musste.
1955 wurde die von Schuman noch maßgeblich mitgestaltete Straßburger Konvention für Menschenrechte und bürgerliche Grundfreiheiten von 26 europäischen Staaten unterzeichnet. Bei zahllosen Vortragsreisen, die Robert Schuman zwischen 1953 und 1958 unternahm, warb er für die Idee eines geeinten Europas. 1955 ernannte man ihn zum Justizminister.

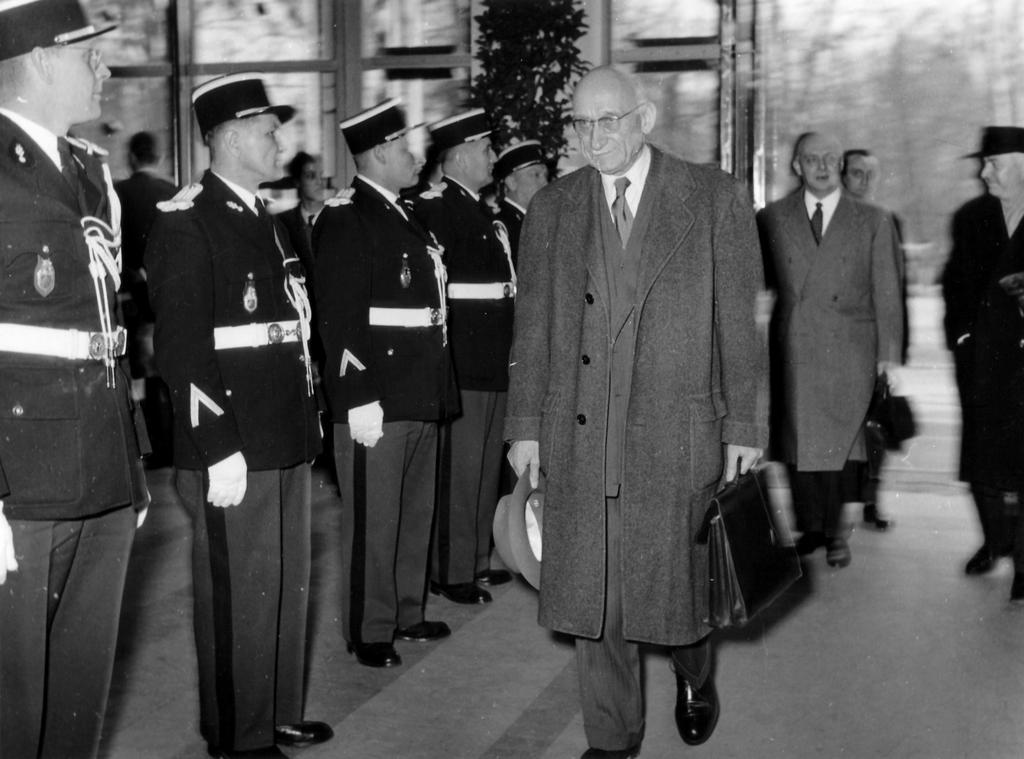
Am 19. März 1958 fand die erste Versammlung des Europäischen Parlaments unter der Präsidentschaft von Robert Schuman in Straßburg statt.

Die Annahme der Römischen Verträge 1957 sollte Europa auf den Weg führen, den der „Vater Europas“ bereits in seiner Erklärung vom 9. Mai 1950 vorgezeichnet hatte. Am 19. März 1958 wurde Robert Schuman zum ersten Präsidenten des neu gegründeten Europäischen Parlaments in Straßburg gewählt, das die Gemeinsame Versammlung der EGKS ablöste. Er hatte das Amt bis zum März 1960 inne. In dieser Reihe ist er der fünfte Präsident. Am 10. Januar desselben Jahres erhielt er aufgrund seiner Verdienste für Europa die Ehrendoktorwürde der Katholischen Universität Löwen. Ebenfalls 1958 (am 15. Mai) wurde ihm der internationale Karlspreis der Stadt Aachen für die Einheit Europas verliehen. 1959 erhielt er zusammen mit Karl Jaspers den Erasmus-Kulturpreis.
Am 4. September 1963 starb Robert Schuman in Scy-Chazelles bei Metz. Er wurde dort in der Kirche St-Quentin bestattet.

### Rezeption
Die Beurteilungen Schumans schwanken nach Darstellung des EU-Historikers Christoph Driessen zwischen Extremen: „Die einen verehren ihn als europäischen Heiligen, die anderen sagen, es sei ihm in Wahrheit nur um den Vorteil Frankreichs gegangen.“ Tatsächlich werde ihm weder die eine noch die andere Sicht gerecht: „Dass Schuman als französischer Außenminister französische Interessen verfolgte, ist selbstverständlich. Das Hauptmotiv für Frankreichs europäische Integrationspolitik war - und ist - die Einbindung Deutschlands. Gleichwohl war es visionär und couragiert, dem besiegten Erbfeind nur fünf Jahre nach Kriegsende eine gleichberechtigte Position zuzugestehen.“

## Ehrungen

### Auszeichnungen zu Lebzeiten
- 1956: Piusorden
- 1958: Karlspreis
- 1959: Erasmuspreis

### Postume Ehrungen
Nach Robert Schumans Tod wurden in Europa viele Örtlichkeiten nach ihm benannt. Hier eine kleine Auswahl:
- 1966 wurde am 24. Oktober in Luxemburg das Robert Schuman-Monument eingeweiht.
- Eine Schule in Cham trägt seit 1968 den Namen Robert-Schuman-Gymnasium.
- Eine Sekundarschule in Eupen trägt seit den 1990er Jahren den Namen Robert-Schuman-Institut.
- Seit 1993 trägt die ehemalige Georg-Teschner-Kaserne,  in Müllheim im Markgräflerland, den Namen Robert-Schuman-Kaserne. (Nach 1945 hieß die damals noch französische Kaserne Quartier Turenne, nach dem französischen Heerführer und Marschall von Frankreich Henri de La Tour d’Auvergne, vicomte de Turenne, 1611–1675). Die Kaserne beherbergt seither den Brigadestab und ein deutsch-französisches Versorgungsbataillon der Deutsch-Französischen Brigade.
- 1997 wurde die Filiale der Katholischen Akademie in Trier in Robert-Schuman-Haus umbenannt. Das Gebäude dient als Tagungszentrum, auch über die Schließung der eigentlichen Akademie 2012 hinaus.[18]
- Ebenfalls in Trier wurde eine Straße, die Robert-Schuman-Allee, nach ihm benannt.
- 2007 wurde das ehemalige Wohnhaus von Robert Schuman in Scy-Chazelles vom französischen Staat mit dem Europäischen Kulturerbe-Siegel ausgezeichnet.[19]

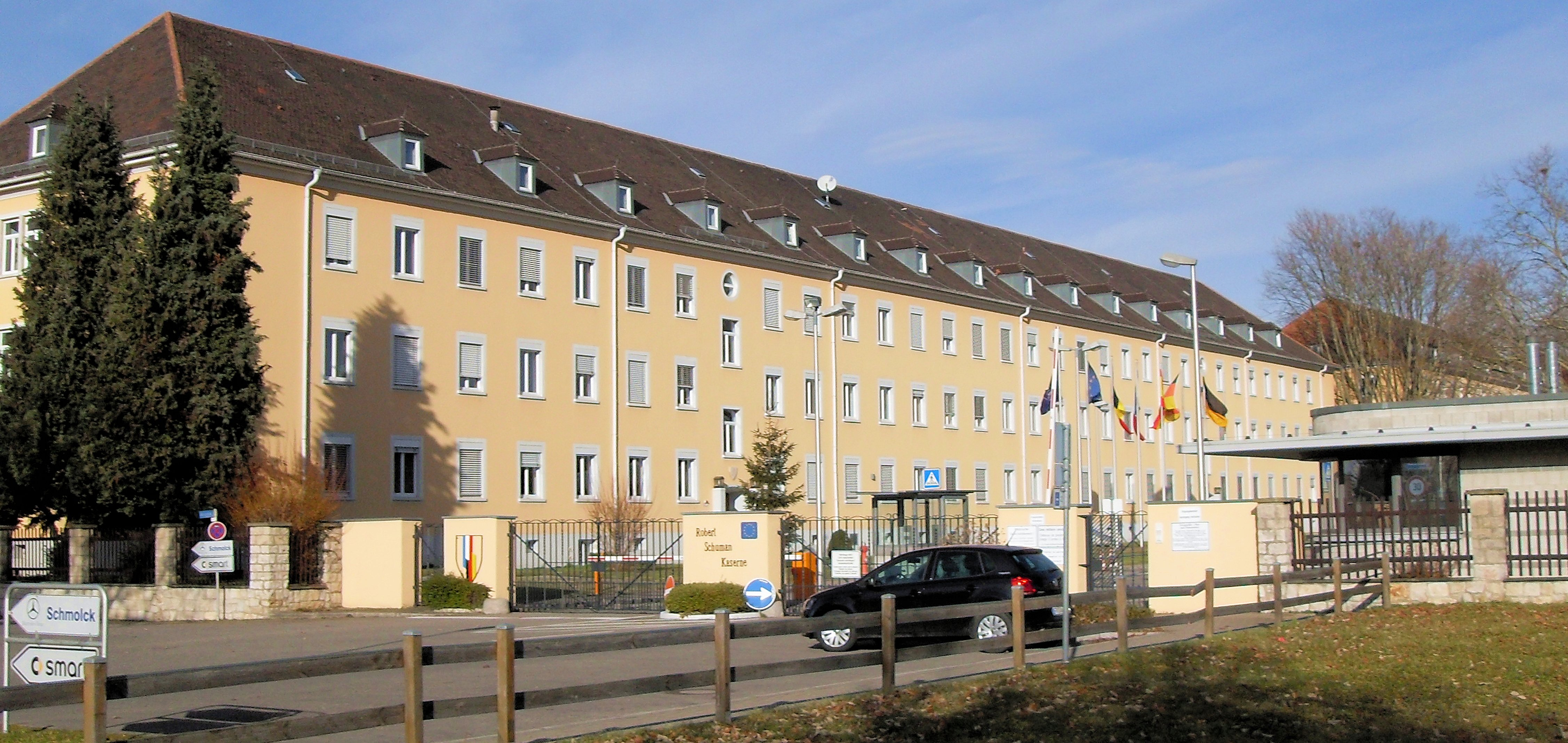
Robert-Schuman-Kaserne: Stabsgebäude der Deutsch-Französischen Brigade
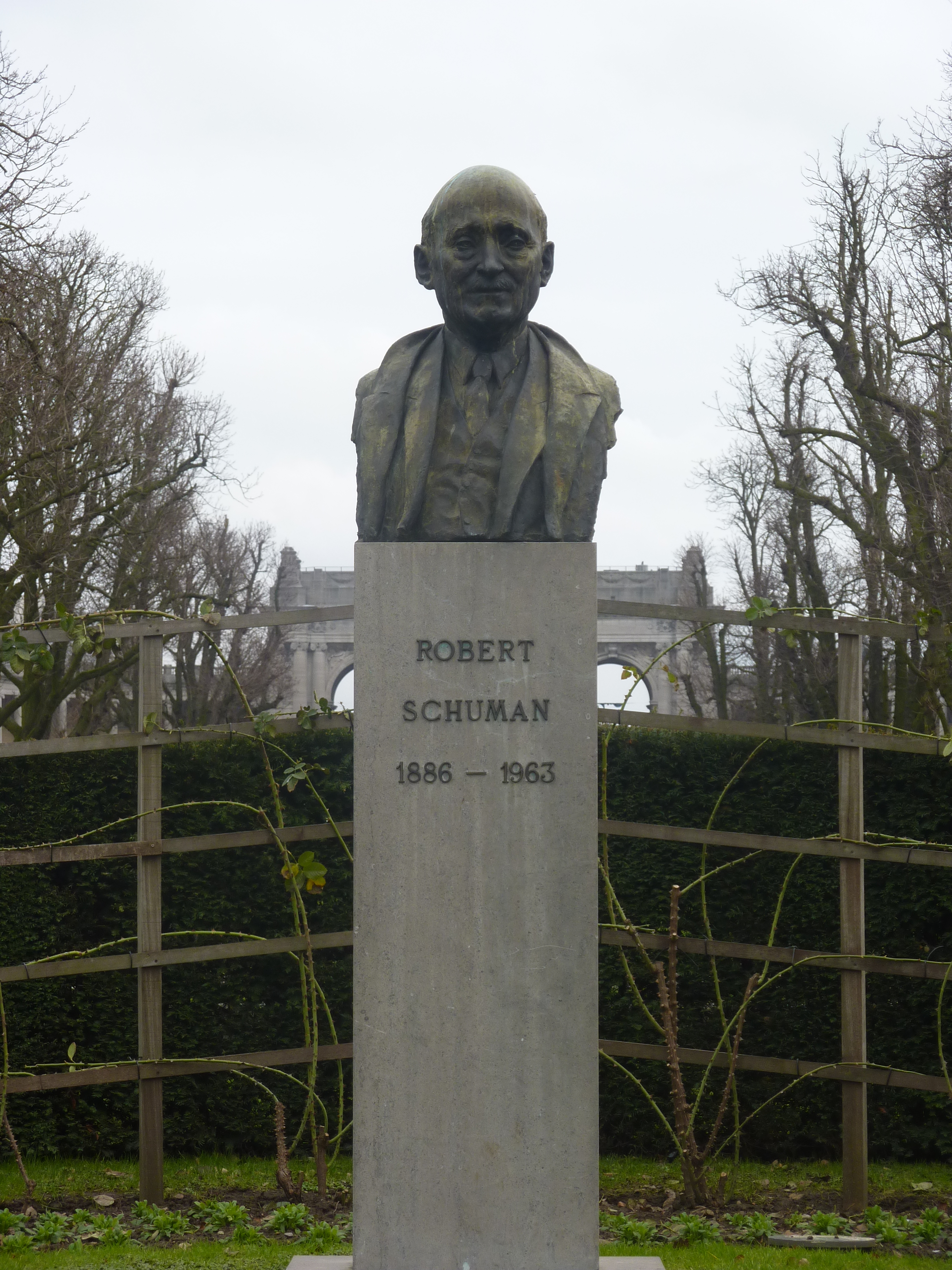
Büste Robert Schumans im Brüsseler Jubelpark
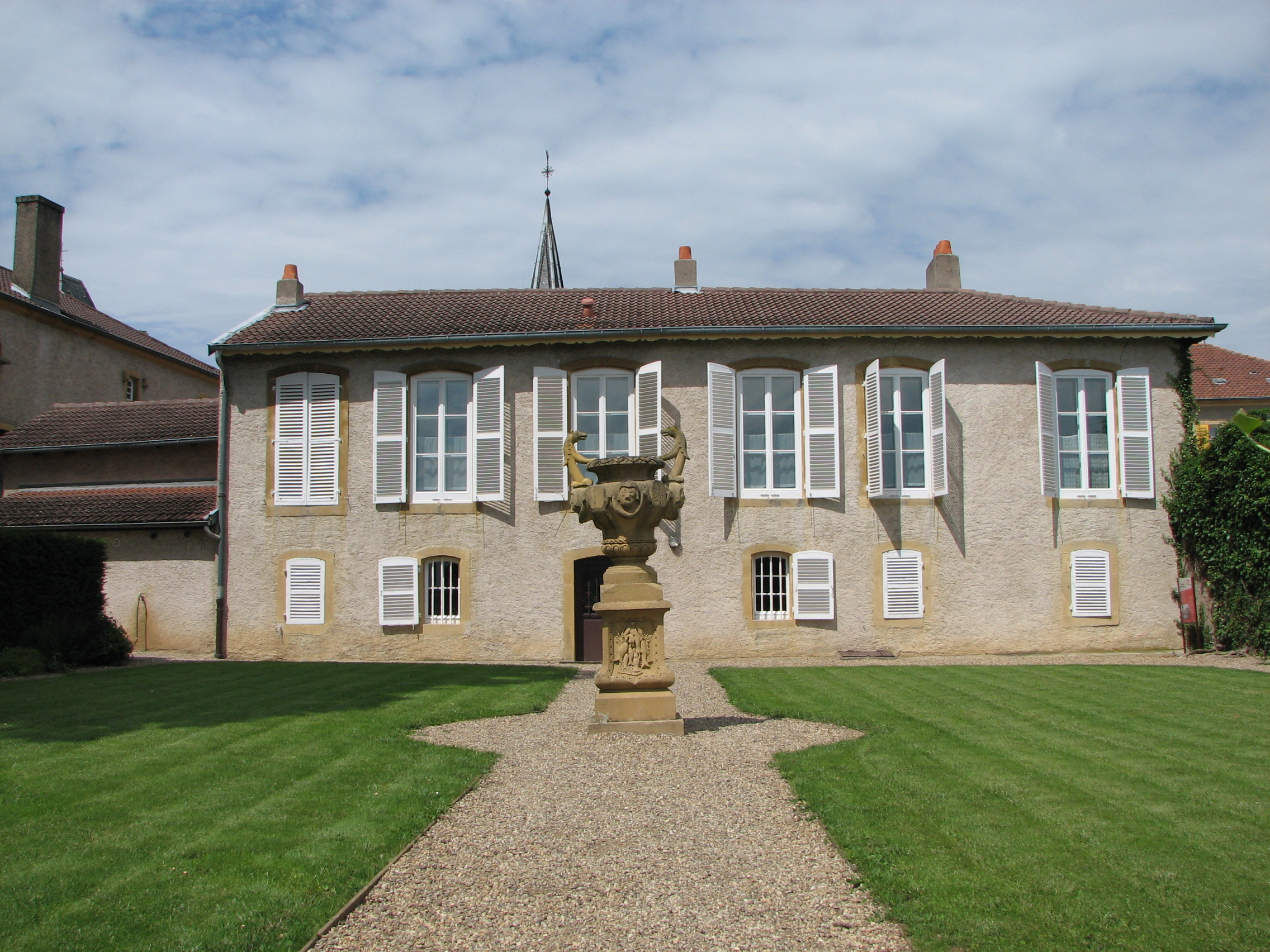
Schuman-Haus in Scy-Chazelles
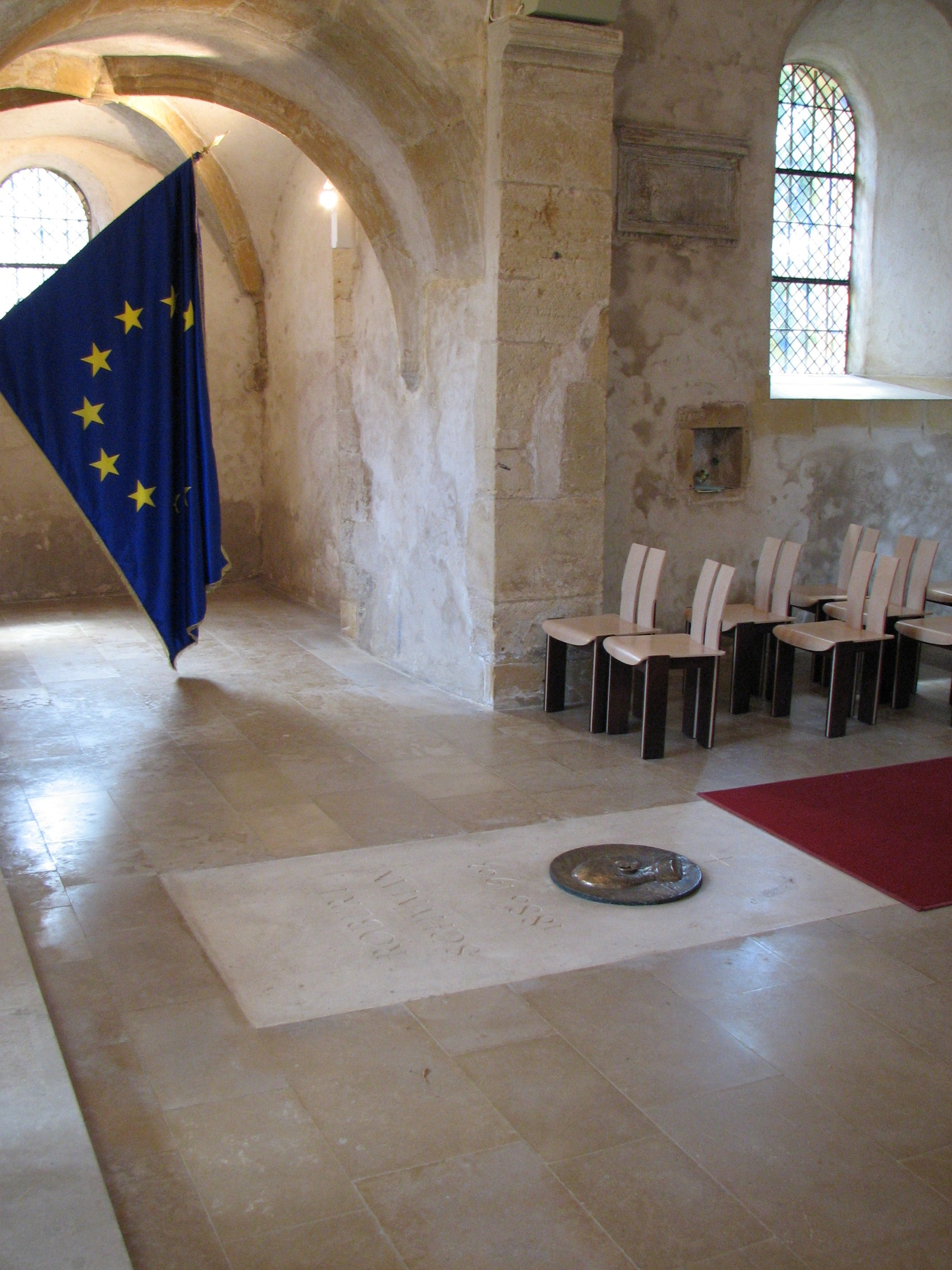
Grab von Robert Schuman am Scy-Chazelles

Robert Schuman wurde immer wieder von Menschen angeschrieben, die ihn für den Komponisten Robert Schumann hielten und ihm ihre Verehrung für seine vermeintliche Musik und sein Lebenswerk entgegenbrachten. Schuman antwortete darauf stets höflich und bedauernd, dass er sich geehrt fühle, aber eben nicht der deutsche Musiker, sondern der französische Politiker sei und der gemeinte Künstler bereits im 19. Jahrhundert verstorben.

### Seligsprechungsverfahren
Schuman war ein Vorkämpfer der deutsch-französischen Verständigung. Für die katholische und andere christliche Kirchen gilt Schuman als Vorbild für den Ausdruck moralischer Werte in der Politik. Sein Seligsprechungsprozess wurde in Schumans Heimatdiözese Metz initiiert und ist seit 2004 im Vatikan anhängig. Die von Hans August Lücker, dem Exekutiv-Präsidenten des deutschen Komitees für die Seligsprechung von Robert Schuman, angelegte Dokumentensammlung wurde im Historischen Archiv der Europäischen Union in Florenz hinterlegt und kann dort eingesehen werden.
Papst Franziskus erkannte ihm am 19. Juni 2021 den heroischen Tugendgrad als Vorstufe zur Seligsprechung zu.